# Max Wittmer
Rudolf Arnold Carl Max Wittmer (* 19. Oktober 1881 auf der Domäne Hünighausen bei Arolsen; † 26. November 1933 in Arolsen) war ein deutscher Verwaltungsbeamter. Sein Vater Georg Wittmer (1839–1907) war waldeckscher Oberamtmann und danach Amtmann und Pächter der Domäne Hünighausen.

## Leben
Max Wittmer studierte an der Ruprecht-Karls-Universität Heidelberg Rechtswissenschaft. 1902 wurde er Mitglied des Corps Guestphalia Heidelberg. Nach Abschluss des Studiums trat er in den preußischen Staatsdienst. Das Regierungsreferendariat absolvierte er von 1910/11 bei der Regierung in Potsdam. 1911 bestand er die Prüfung als Regierungsassessor. Von 1916 bis zu seinem Tod 1933 war er Landrat des Kreises der Twiste.